# آندرونیکی زنگو آنتونیو
آندرونیکی زنگو آنتونیو (زادهٔ ۲۶ مه ۱۹۱۳ – درگذشتهٔ ۱۰ فوریه ۲۰۰۰) نقاش اهل آلبانی بود که به‌همراه خواهرش سوفیا زنگو پاپادمیتری، اولین زنان نقاش حرفه‌ای اهل آلبانی به شمار می‌روند. او و وانگوش میجو نخستین کسانی بودند که سبک امپرسیونیسم را در آلبانی معرفی کردند.

## زندگی‌نامه
آندرونیکی زنگو کمتر از یک سال پس از اعلام استقلال آلبانی در ۲۶ مه ۱۹۱۳ در کورچه به دنیا آمد. پدرش ونگل زنگو بود و خواهرش، سوفیا که در سال ۱۹۱۵ به دنیا آمد.
آندرونیکی با درجهٔ ممتاز در رشتهٔ نقاشی و مجسمه‌سازی از دانشکدهٔ هنرهای زیبای آتن فارغ التحصیل شد، و پس از تحصیل در پاریس، به آلبانی بازگشت و در یک مؤسسهٔ آموزشی مشغول به تدریس شد. او عمدتاً از پرتره‌ها و مناظر امپرسیونیستی و همچنین نمادها نقاشی می‌کرد، در حالی که خواهرش به‌شدت تحت تأثیر مکتب واقع‌گرایی بود. او به عنوان اولین زن نقاش حرفه‌ای آلبانی شناخته می‌شود.
در اواخر دههٔ ۱۹۳۰ گفته می‌شود که او با شاعر لاسگوش پورادچی رابطه داشته است. در سال ۱۹۴۱ با خواننده، کریستاک آنتونیو ازدواج کرد.
زنگو آنتونیو در طول زندگی خود حداقل سه نمایشگاه انفرادی داشت. اولین بار در سال ۱۹۳۵، و دومین بار در سال ۱۹۳۷، به مناسبت بیست و پنجمین سالگرد تأسیس آلبانی. او همچنین در نمایشگاه‌های گروهی مختلفی از جمله نمایشگاهی در نیویورک در سال ۱۹۳۹  شرکت کرد. در سال ۱۹۶۳ در دوسالانهٔ اسکندریه به آثاری را به نمایش گذاشت و دو مدال دریافت کرد. او همچنین در کنار پدرش کار کرد و چندین کلیسا را در زادگاهش، و در تیرانا و در جاهای دیگر در آلبانی نقاشی کرد. در سال ۱۹۶۴ کلیسای وانگلیزمو در تیرانا را نقاشی کرد.
او در ۱۰ فوریهٔ ۲۰۰۰ درگذشت.

## میراث
مجموعهٔ آثار زنگو آنتونیو از بیش از ۵۰۰ قطعه تشکیل شده است. ۵۵ اثر او در مجموعهٔ موزهٔ ملی هنرهای زیبای آلبانی موجود است. آثار او در چندین دوره در نمایشگاه‌های مختلفی به نمایش درآمده است. آثار او در سال ۲۰۱۳ در نمایشگاهی به نمایش درآمد که نمایش‌دهندهٔ میراث خانوادگی او و خانوادهٔ آنتونیو بود. در سال ۲۰۱۷ نیز آثار پس از مرگ او در مستند ۱۴ ارائه شد.
یکی از خیابان های منطقهٔ لاپراکه در تیرانا به نام او نامگذاری شده است.